# Pietro di Oderisio

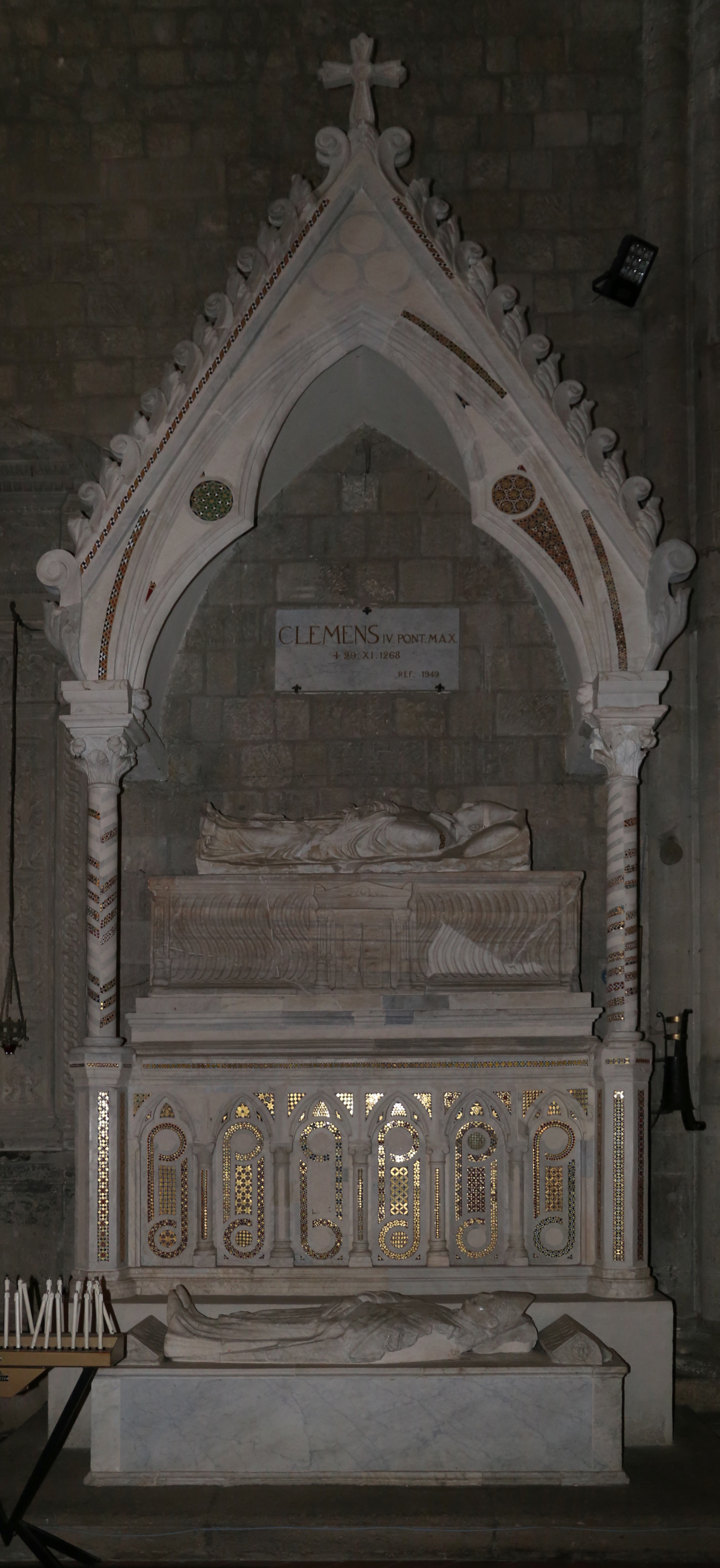
Il monumento funerario a papa Clemente IV conservato a Viterbo nella basilica di San Francesco alla Rocca

Pietro di Oderisio (lat. Petrus Oderisii; Roma, ... – ...; fl. 1276-1285) è stato uno scultore italiano attivo nella seconda metà del XIII secolo.

## Biografia e opere

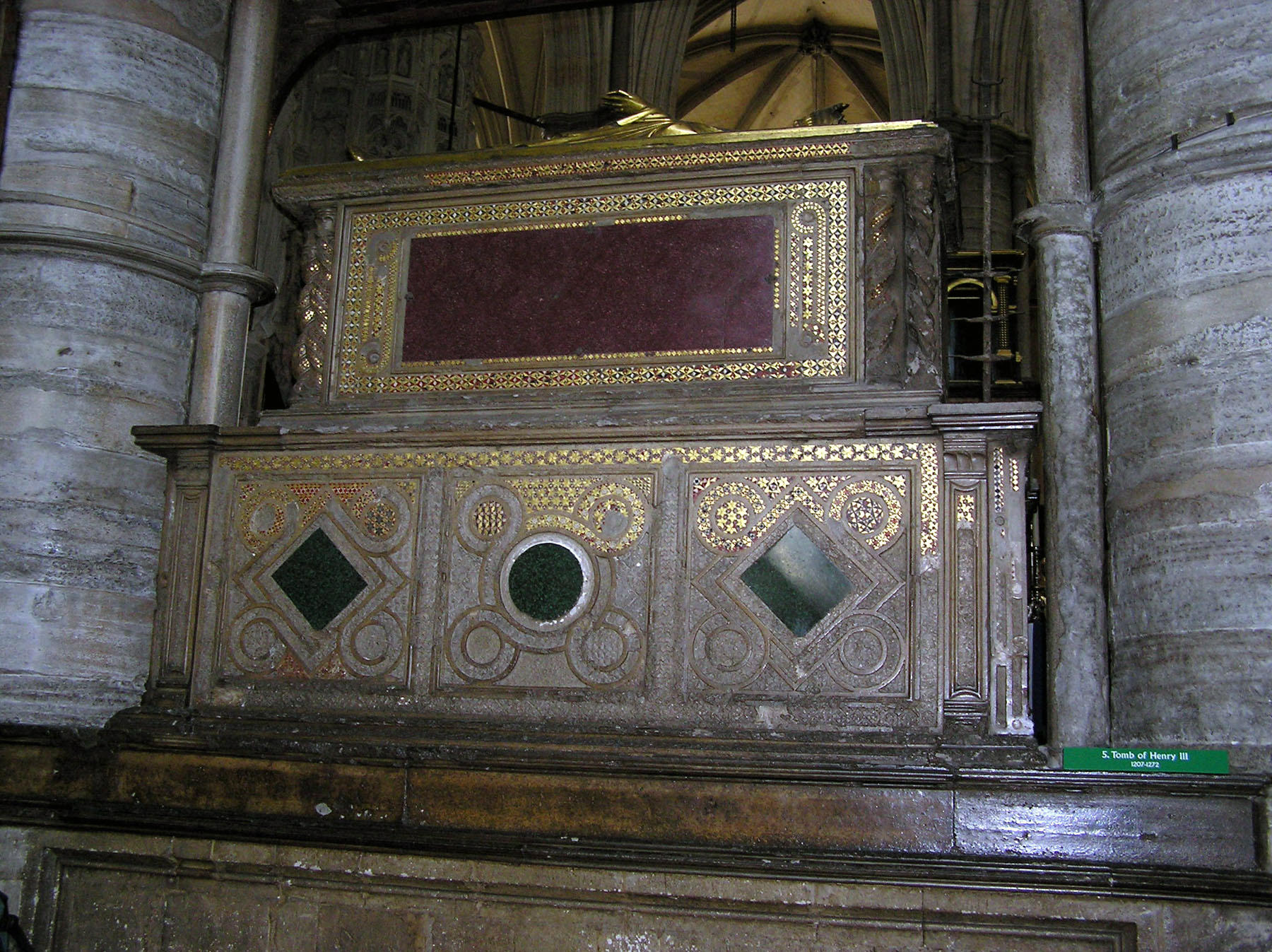
La tomba del re Enrico III nell'Abbazia di Westminster

Pietro di Oderisio (in base a una firma oggi perduta) fu l'autore del monumento funebre di papa Clemente IV (m. nel 1268, ma sepolto solo dopo il 1276) conservato nella basilica di San Francesco di Viterbo. Nella stessa chiesa sono anche conservati i resti della tomba di Pietro di Vico, prefetto di Roma, attribuita allo stesso Pietro.
Nel 1285 probabilmente collaborava con Arnolfo di Cambio nell'esecuzione del ciborio di San Paolo fuori le Mura.
Molto probabilmente realizzò importanti opere in stile cosmatesco nell'abbazia di Westminster che era stata ricostruita da Enrico III come chiesa dell'incoronazione e sepolcreto della famiglia reale: il pavimento del presbiterio che reca la firma Odericus (forse il padre); l'arca con le reliquie di Edoardo il Confessore che porta un'iscrizione che ricorda un Petrus romanus civis e il monumento funebre di Enrico III (m. nel 1272).
L'attribuzione a Pietro del sarcofago del cardinale Filippo Minutolo (m. nel 1301), nella Cappella dei Capece Minutolo del Duomo di Napoli non è sicura.